# Kai Fjell
Kai Breder Fjell (2. března 1907 – 10. ledna 1989) byl norský malíř, grafik a scénograf.

## Život
Narodil se 2. března 1907 na farmě ve vesnici Skoger nedaleko Drammenu. Jeho otec byl farmář a malíř Conrad Bendiks Fjeld. Jeho matka byla sestrou Marie Hamsunové.
V roce 1926 se stal žákem Carla von Hanna v Oslu. O rok později se zapsal na Norskou národní akademii výtvarných umění v Oslu, kde byli od roku 1929 jeho hlavními učiteli August Eiebakke a Olaf Willums. Jeho debutová výstava v Umělecké společnosti v Oslu v roce 1932 byla značně neúspěšná. Okamžitého úspěchu dosáhl až se svou výstavou v Kunstnernes Hus v Oslu v roce 1937, kde byly všechny vystavené obrazy prodány.
V tvorbě se přikláněl k ornamentálnímu expresionismu. Jeho obrazy jsou silně ovlivněny venkovským životem a tradičním norským lidovým uměním. Ve jeho raných obrazech převládají tmavé a zemité odstíny a často se v nich objevují groteskní motivy. Jeho pozdější díla jsou výrazně světlejší, odvážnější v používání barev a mají klidnou náladu. Uplatnil se také jako knižní ilustrátor a scénograf. Po celou dobu jeho dlouhé kariéry se na obrazech opakují motivy ženské postavy a různých symbolů plodnosti.
V roce 1976 byl jmenován členem Řádu svatého Olava. Malování se věnoval do konce života. Zemřel 10. ledna roku 1989 ve svém domě v Lysakeru.

### Osobní život
V roce 1931 se oženil s Ingeborg Helene Holtovou. Měli spolu dvě děti.